# Nationaal Park Pembrokeshire Coast
Nationaal Park Pembrokeshire Coast (Engels: Pembrokeshire Coast National Park / Welsh: Parc Cenedlaethol Arfordir Penfro) is een nationaal park in het graafschap Pembrokeshire in het zuidwesten van Wales. Het is het enige nationaal park in Groot-Brittannië, dat hoofdzakelijk aan de kust is gelegen. Nationaal Park Pembrokeshire Coast werd opgericht op 29 februari 1952 en heeft een oppervlakte van 614,76 km².

## Kenmerken
Het kustgebied bestaat uit kustkliffen, kloven, rotsachtige inhammen, lange zandstranden, kleine rotsachtige eilanden, geheel of gedeeltelijk ondergedompelde zeegrotten en estuaria. In het binnenland vindt men een mozaïek van heidegebieden, hoogvenen en hooilanden. Het grootste oude bosgebied van West-Wales is het Tŷ Canol Woodland, dat eveneens deel uitmaakt van het nationaal park. Deze bossen bestaan uit oude eiken, essen en berken en bieden goede leefomstandigheden aan meer dan 400 soorten korstmossen. Daarnaast omvat het nationaal park meerdere eilanden, waaronder Skomer, Ramsey, Caldey, Skokholm en Grassholm.

### Historische monumenten
Het nationaal park herbergt een landschap dat rijk is aan historie. Zo worden er menhirs aangetroffen uit het neolithicum en de bronstijd. Een voorbeeld daarvan is de Haroldstone die op het eiland Skomer ligt.

### Wandelroute
In 1970 werd er een officiële wandelroute uitgezet die bekend staat als het Pembrokeshire Coast Path. Deze wandelroute volgt de kuststrook van Pembrokeshire en heeft een lengte van 299 km. Het pad loopt van de plaats Amroth in het zuiden tot St Dogmaels in het noorden.

## Avifauna
Nationaal Park Pembrokeshire Coast staat bekend om zijn grote zeevogelkolonies. Op het hoofdeiland van Skomer broeden vaak meer dan 6.000 koppels van de papegaaiduiker (Fratercula arctica) en 120.000 koppels van de noordse pijlstormvogel (Puffinus puffinus). Van de noordse pijlstormvogel is dit waarschijnlijk de grootste kolonie ter wereld. Op het nabijgelegen Grassholm is de meest spectaculaire jan-van-gentenkolonie (Morus bassanus) in het zuiden van Groot-Brittannië te vinden. Jaarlijks broeden ongeveer 32.000 jan-van-gentenkoppels op het eiland. Tegen juli brengen de jongen en andere niet-broedende jan-van-genten het aantal exemplaren verder omhoog tot boven de 100.000. Andere veelvoorkomende klifbroeders in het nationaal park zijn de noordse stormvogel (Fulmarus glacialis), zeekoet (Uria aalge), alk (Alca torda) en drieteenmeeuw (Rissa tridactyla). Niet-zeevogels in het nationaal park zijn bijvoorbeeld de velduil (Asio flammeus), alpenkraai (Pyrrhocorax pyrrhocorax) en veldleeuwerik (Alauda arvensis) en in het Tŷ Canol Woodland worden bosvogels als fluiter (Phylloscopus sibilatrix) en gekraagde roodstaart (Phoenicurus phoenicurus) aangetroffen.

## Zoogdieren
Met een populatie van 10.000 grijze zeehonden (Halichoerus grypus) herbergt het nationaal park een van de grootste kolonies van deze soort aan de westkust van Groot-Brittannië. Jaarlijks wordt hier ongeveer 2% van alle jongen in het Verenigd Koninkrijk geboren. De kustgebieden bieden ook goede leefomstandigheden voor de otter (Lutra lutra) en in het Tŷ Canol Woodland leven onder meer de das (Meles meles) en de bunzing (Mustela putorius). Daarnaast leeft er een endemische ondersoort van de rosse woelmuis op Skomer, Myodes glareolus skomerensis.

## Galerij

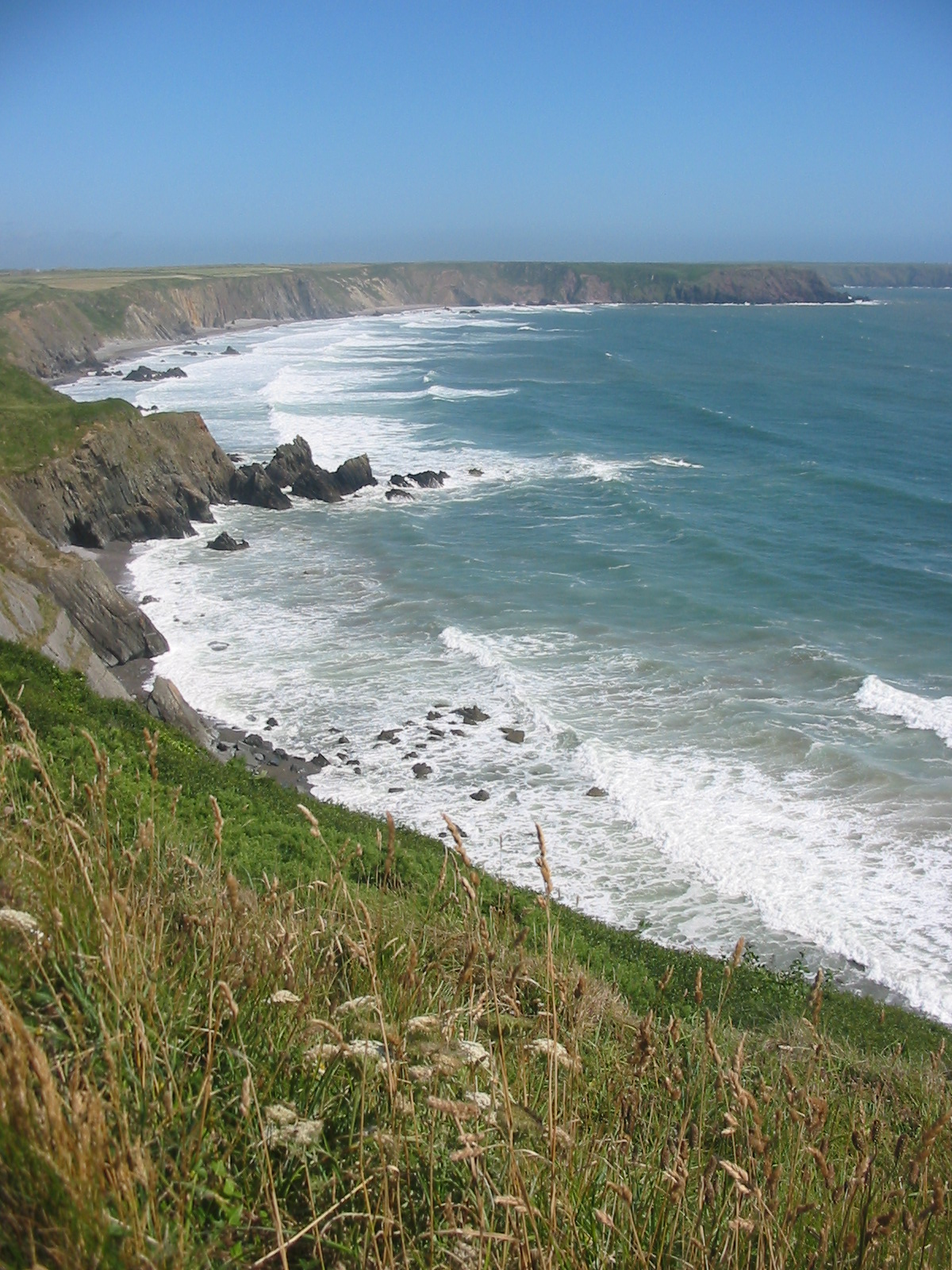
Uitzicht over de kustkliffen van het nationaal park.
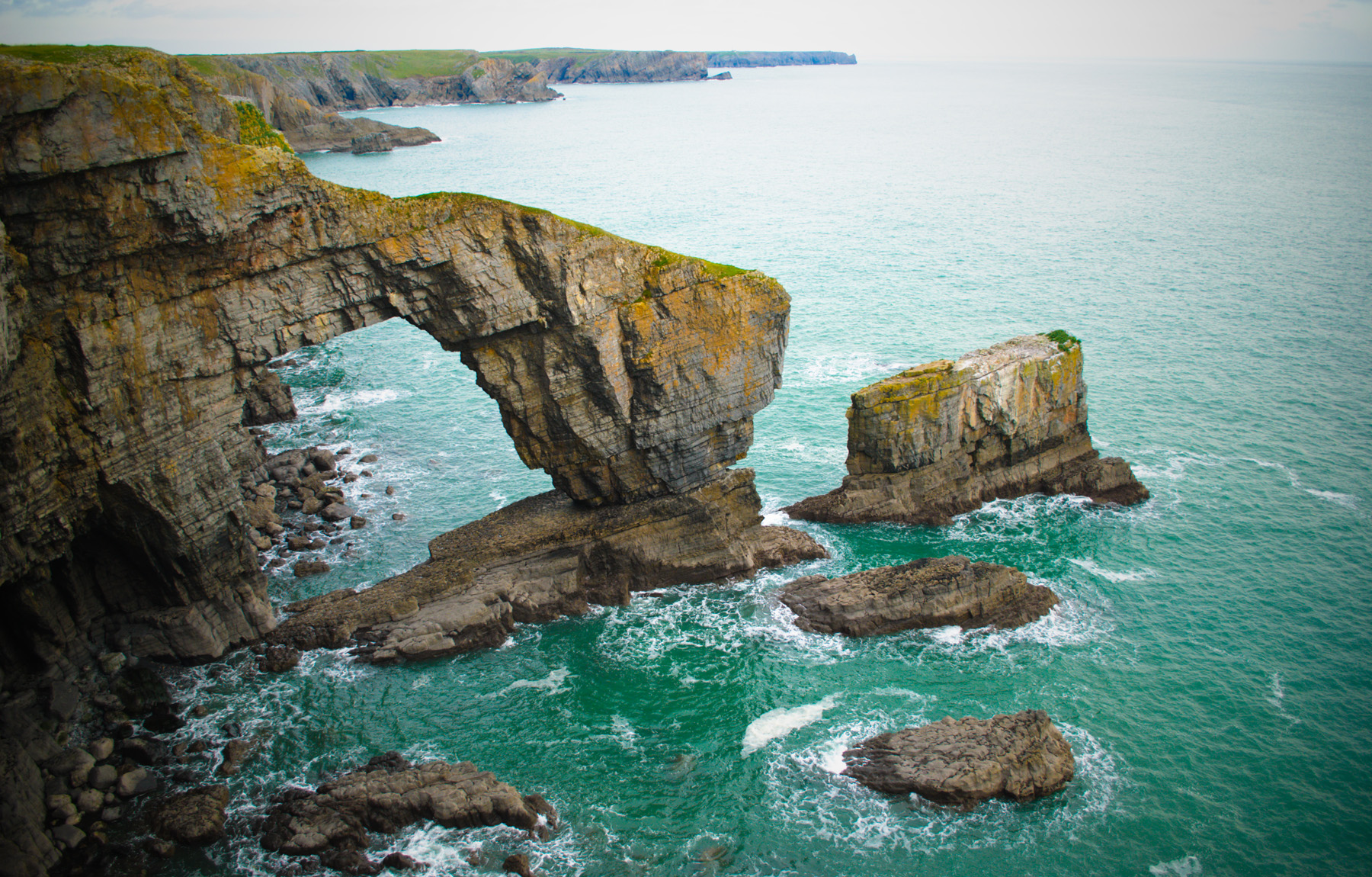
Rots waar een poort uit is geslepen. Bekend als de Green Bridge of Wales.
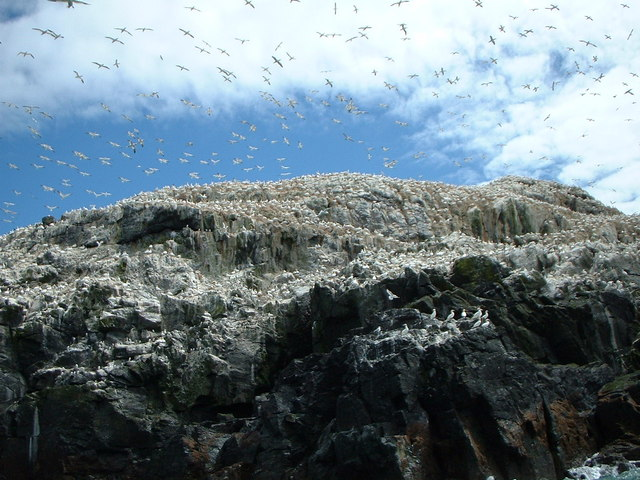
Broedkolonie van de jan-van-genten op Grassholm.
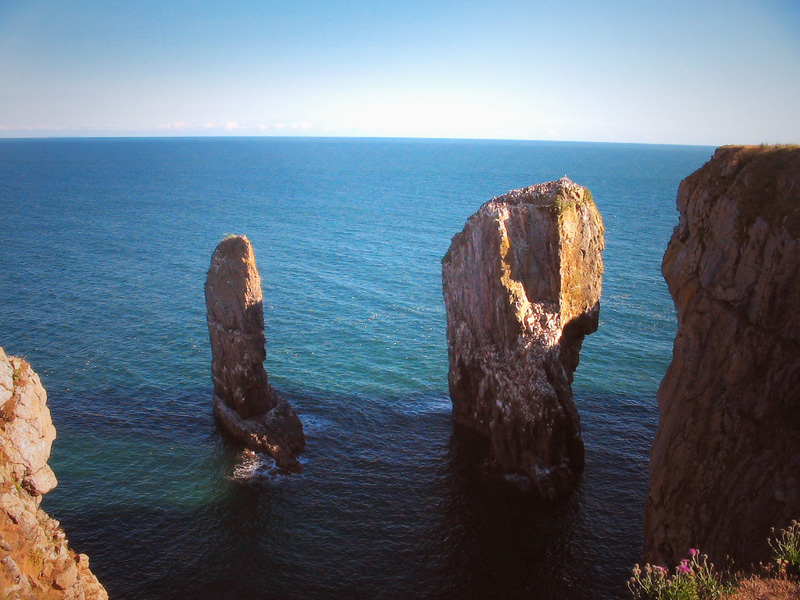
Staande rotsen voor de kust.
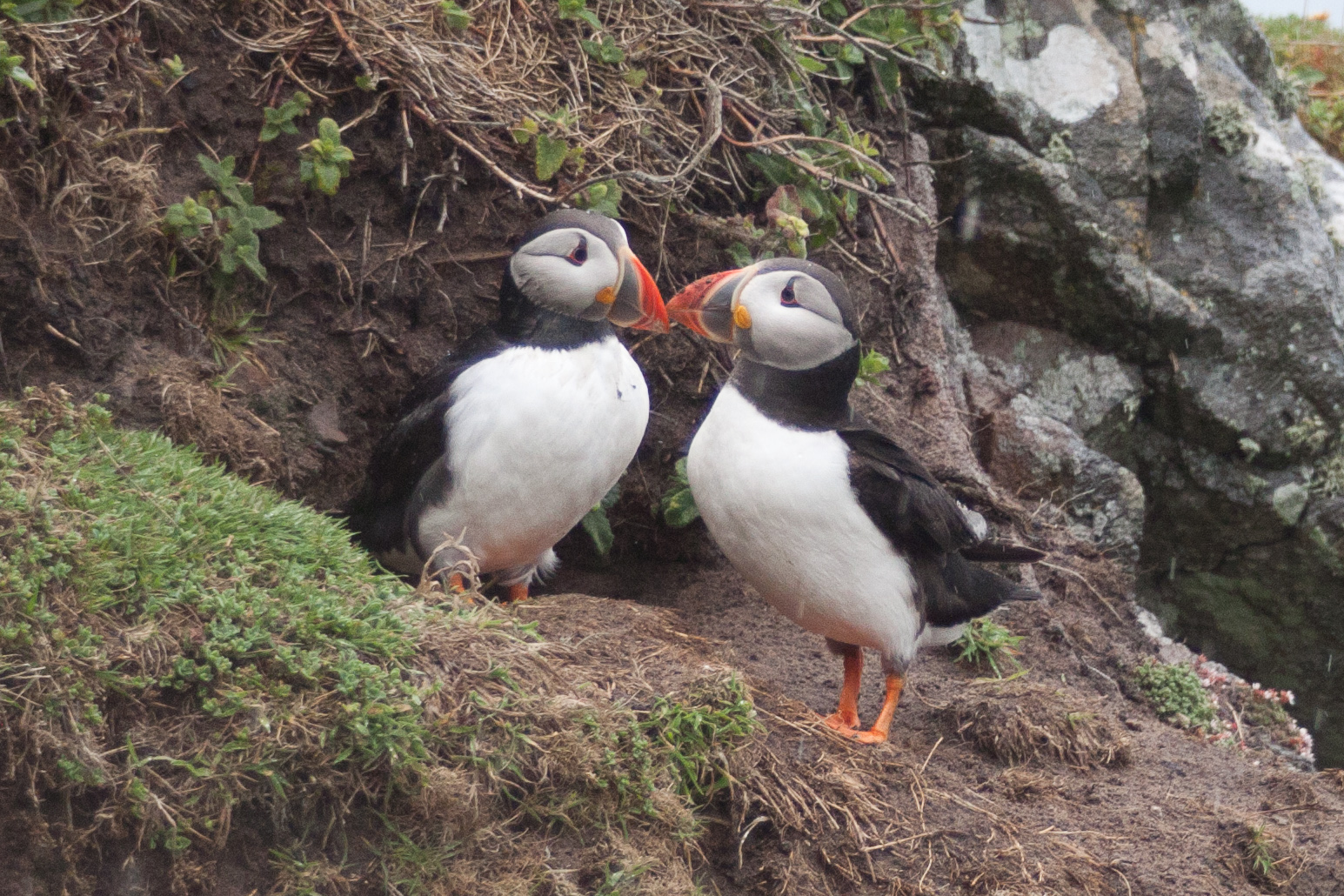
Twee papegaaiduikers op Skomer.
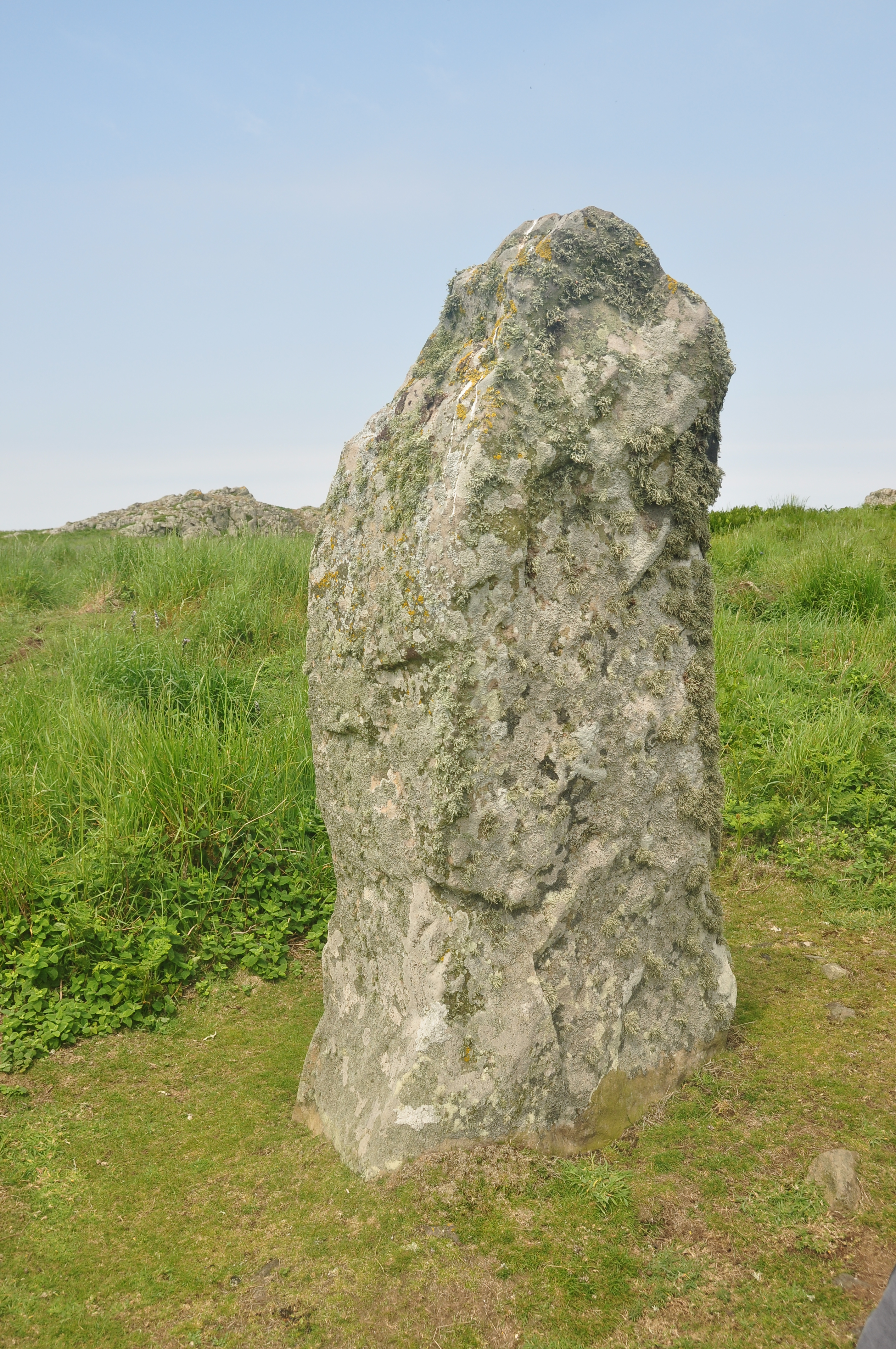
Menhir uit de bronstijd op het eiland Skomer. Bekend als de Haroldstone.
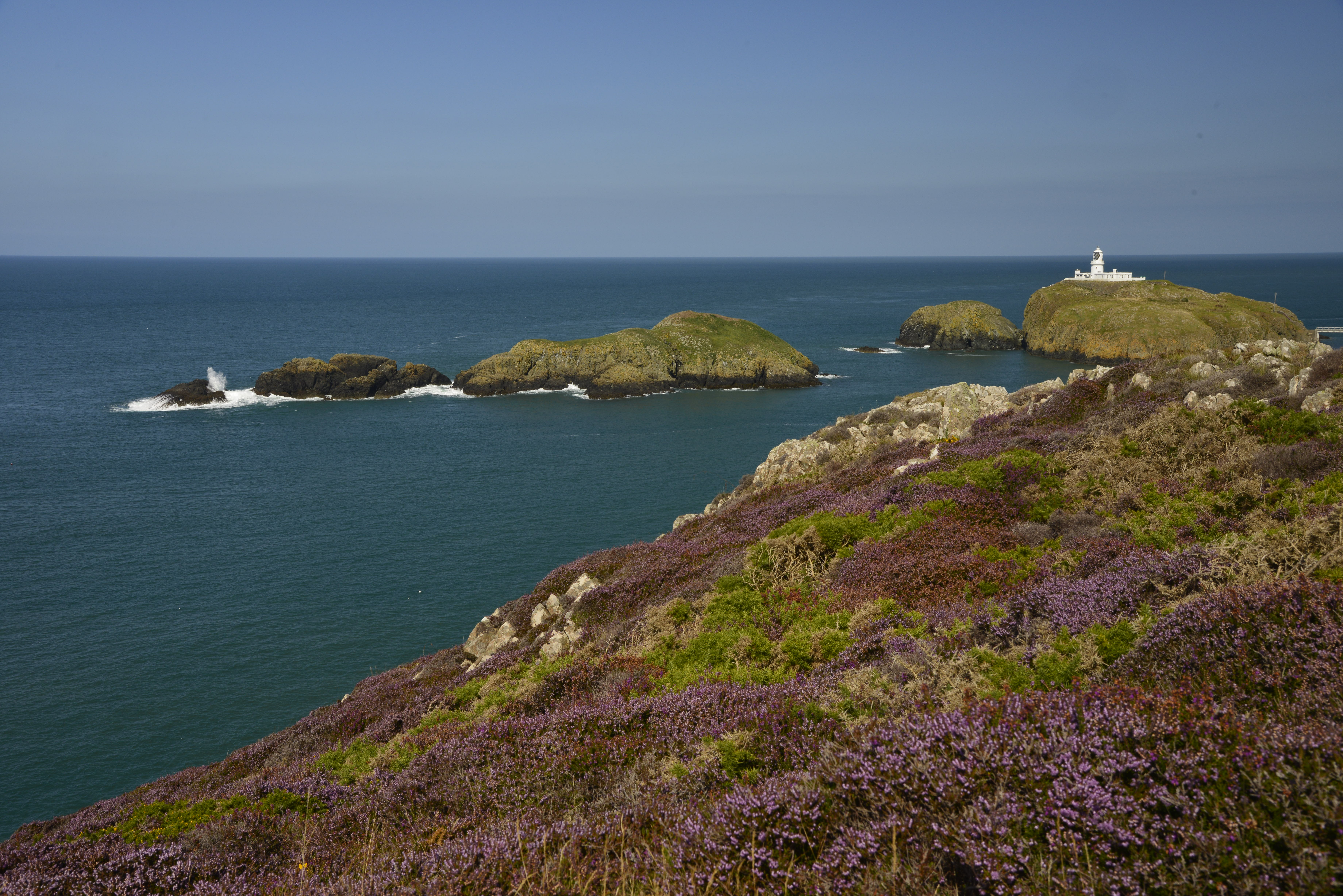
Heidegebieden langs het Pembrokeshire Coast Path.
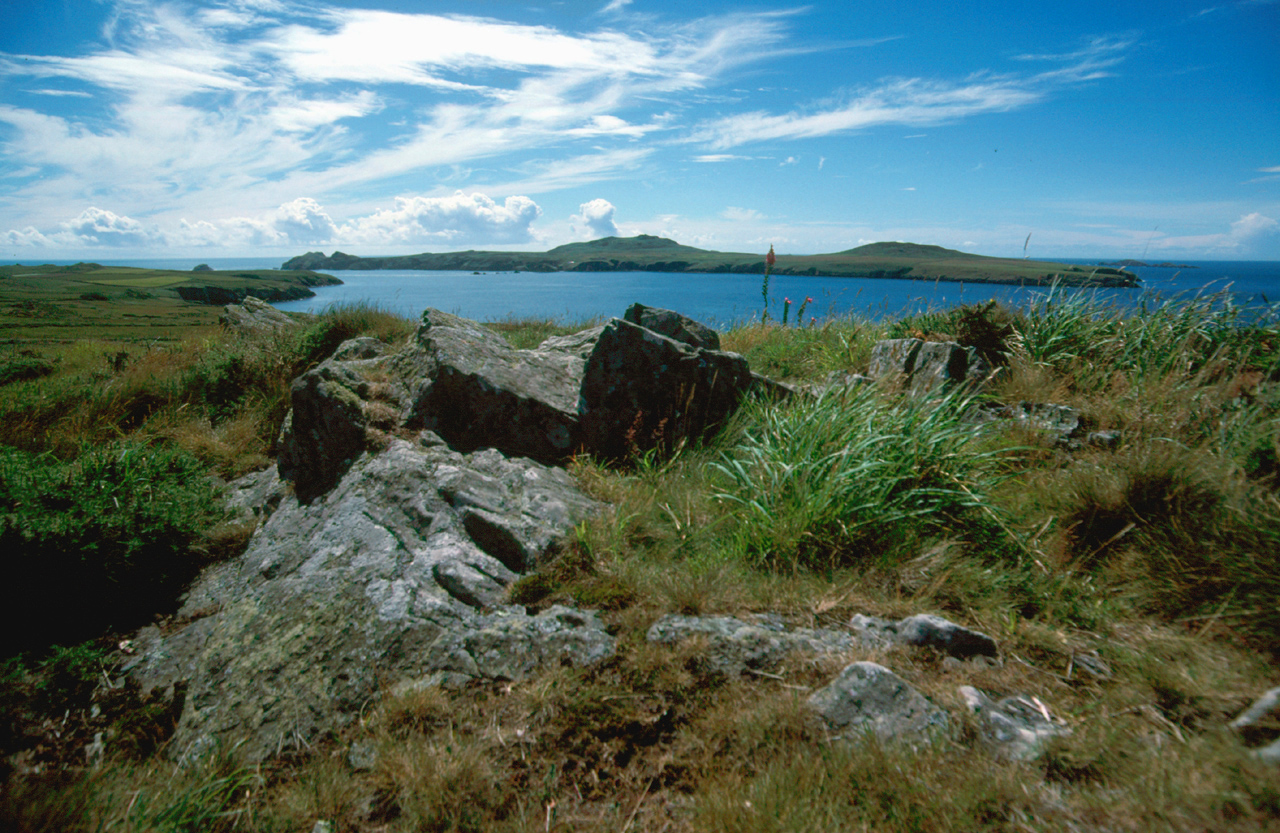
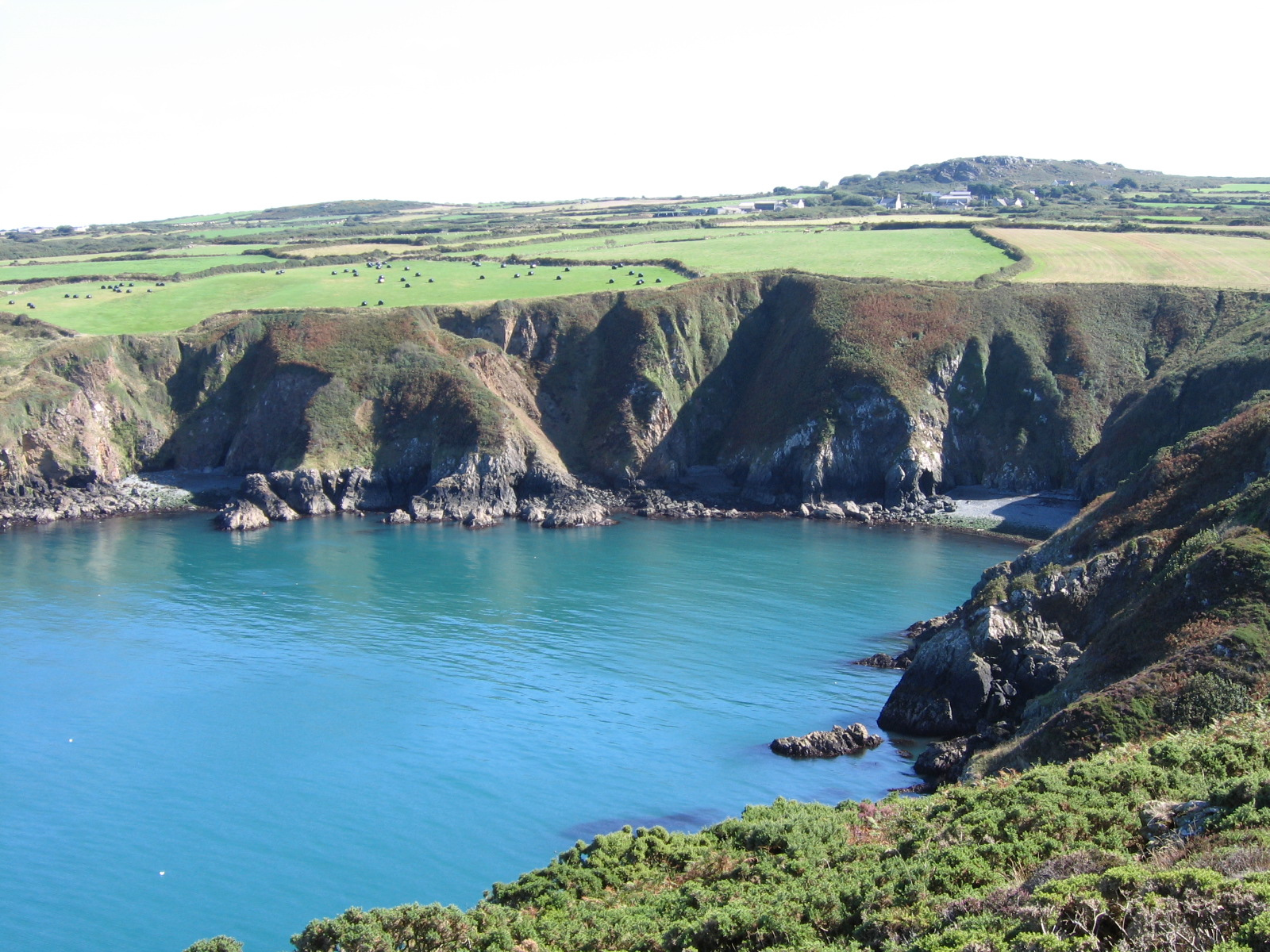

Peak District · 
Lake District ·  
Dartmoor · 
North York Moors · 
Yorkshire Dales· 
Exmoor· 
Northumberland· 
The Broads· 
New Forest· 
South Downs· 
Eryri (Snowdonia)· 
Bannau Brycheiniog (Brecon Beacons)· 
Pembrokeshire Coast/ Arfordir Penfro· 
Loch Lomond en de Trossachs/ Loch Laomainn is nan Tròisichean· 
Cairngorms/ a' Mhonaidh Ruaidh